# Joseph von Fraunhofer
Joseph von Fraunhofer (ur. 6 marca 1787 w Straubingu, zm. 7 czerwca 1826 w Monachium) – niemiecki astronom i fizyk.

## Życiorys
Od 1798, po śmierci rodziców, pracował i uczył się rzemiosła w monachijskiej pracowni szklarskiej. W 1801 uległ wypadkowi na skutek zawalenia się warsztatu. Otrzymał wówczas wsparcie finansowe od Maksymiliana Józefa, wówczas elektora Bawarii. W 1806 został zatrudniony jako optyk w instytucie Josepha Utzschneidera i Georga von Reichenbacha. W 1809 został kierownikiem pracowni optycznej instytutu, a w 1814 współwłaścicielem przedsiębiorstwa. Współpracował z Pierre’em Guinandem, produkując jeden z najlepszych wówczas przyrządów optycznych. W 1822 otrzymał doktorat honoris causa Uniwersytetu w Erlangen. W 1824 został honorowym obywatelem Monachium. Zmarł na skutek zatrucia oparami metali ciężkich. Został pochowany na Starym Cmentarzu Południowym w Monachium.

## Wynalazki
Udoskonalił heliometr, jego przyrządu używał Friedrich Wilhelm Bessel, gdy jako jeden z pierwszych zmierzył paralaksę heliocentryczną gwiazdy. Niezależnie od Fresnela opisał zjawisko dyfrakcji. Za pomocą pryzmatu odkrył w widmie Słońca linie absorpcyjne nazwane jego imieniem. W 1814 wynalazł spektroskop, a w 1821 ulepszył siatkę dyfrakcyjną. Zaobserwował, że widma gwiazd różnią się, czym zapoczątkował spektroskopię astronomiczną.